# Boris Martino
Boris Martino  (en ruso: Борис Борисович Мартино, Kronstadt 5 de junio de 1917-Múnich 22 de julio de 1962)
Hijo de un oficial de la Armada Imperial Rusa fue un maestro y pedagogo ruso, conocido por ser el líder clandestino de las organizaciones scouts rusas (diáspora) en Europa durante la Segunda Guerra Mundial. Fue fundador y primer jefe scout de la  Organización de Jóvenes Exploradores Rusos (ORUR).

## Biografía
Durante la Guerra civil rusa, fue evacuado con sus padres a Crimea y de allí a Turquía. La familia se estableció finalmente en Yugoslavia. A su ingreso en una escuela primaria de inmigrantes rusos en Sarajevo, se convierte en miembro del movimiento scout, primero como scout yugoslavo en 1930 y dos años después como scout ruso solitario. En 1934 se gradúa en secundaria y rápidamente se convierte en un destacado dirigente, siendo su apodo scout «Viejo Lobo» y liderando la tropa «General Kornilov» que nació de la patrulla que fundó tres años antes en 1931. En 1937 lidera la tropa «Suvorov» de Belgrado y dirige la formación de jefes scouts rusos mientras obtiene la graduación de derecho en la Universidad de Belgrado. También en 1937 se une a la Alianza Nacional de Solidaristas Rusos (NTS). En 1939 es nombrado Asistente de Comisionado Scout de Programas. En el mismo año completa un curso de formación de oficiales de reserva del ejército.
En 1942 fue a Varsovia junto a otros jóvenes de origen ruso, tratando de llegar a los territorios rusos ocupados por Alemania, pero las autoridades lo impidieron. Organizó entonces el movimiento scout ruso en la clandestinidad. En aquellas circunstancias debido a una tuberculosis quedó inválido, pero siguió siendo un organizador y líder scout muy activo. En Alemania fue subdirector en 1944 del departamento de juventud del movimiento Vlásov. 
Después de la Segunda Guerra Mundial, como jefe de los scouts rusos en Alemania Occidental, intentó reorganizar el movimiento scout ruso, que había sido desmembrado por la guerra. En 1945, en el I congreso de líderes de jóvenes exploradores (ORUR) de Múnich, la unidad de instructores se reorganizó en la oficina principal, y Boris Martino fue nombrado asistente en Europa del fundador y jefe scout ruso Oleg Pantyukhov. Del 28 al 30 de septiembre de 1947 en el campo Old Beech de Legau durante el II Congreso de dirigentes de ORUR, el jefe de los exploradores Martino fue elegido comisionado jefe de la organización scout.
En la década de 1960, trabajó con Radio Liberty en Múnich y estuvo colaborando como director de formación en Bad Wiessee con otros agentes que no ocultaban su pertenencia al servicio de inteligencia norteamericano.
La enfermedad se hizo crónica y atacó sus huesos, extendiéndose a pulmones y riñones. Aunque fue devastadora durante los últimos 20 años de su vida, no impidió mantener una vida plena y activa con sus scouts. Ávido lector en cinco idiomas, logró visitar muchos países de Europa, norte de África y los Estados Unidos. Nunca dejó de atender un campamento scout de verano, pese a usar muletas y necesitar la atención y cuidado de sus scouts para desplazarse.